# Edwin L. Mechem
Edwin L. Mechem (Alamogordo, 1912. július 2. – Albuquerque, 2002. november 27.) az Amerikai Egyesült Államok szenátora (Új-Mexikó, 1962–1964).

## Élete
Az Új-Mexikó állambeli Alamogordo városban született. Itt, illetve Las Cruces-ben járt iskolába. Tanulmányait a New Mexico State Universityn folytatta, ahol a Sigma Pi testvériség tagja volt.